# Cercle Brugge KSV
Nezaměňovat s jiným klubem z Brugg - Club Brugge KV.

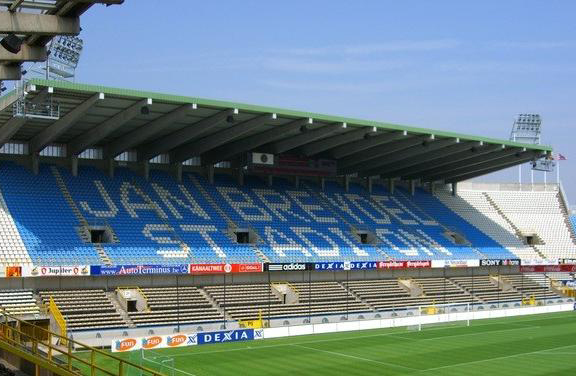
Jan Breydel Stadion

Cercle Brugge KSV (celým názvem Cercle Brugge Koninklijke Sportvereniging, matrikulační číslo 12) je belgický fotbalový klub z města Bruggy. Byl založen roku 1899 jako Cercle Sportif Brugeois sloučením klubů Vlaamsche FC de Bruges a Rapid FC. Domácím hřištěm je Jan Breydel Stadion s kapacitou necelých 29 500 míst, který sdílí se svým městským rivalem Club Brugge KV. Klubové barvy jsou zelená, černá a bílá.
Klub se k roku 2014 ve své historii dvakrát zúčastnil Poháru vítězů pohárů a jednou Evropské ligy UEFA.

## Logo
Klubové logo k roku 2014 je ve tvaru obdélníku, který tvoří zelené pole. Na něm je uprostřed velké černé písmeno C, které obepíná bílý kruh s malým černým pětiúhelníkem uvnitř. Nad písmenem C je stylizovaná bílá královská koruna.

## Úspěchy
- Belgická 1. liga – 3× vítěz (1910/11, 1926/27, 1929/30)[3]
- Belgická 2. liga – 4× vítěz (1937/38, 1970/71, 1978/79, 2002/03)[3]
- Belgický fotbalový pohár – 2× vítěz (1926/27, 1984/85)[4]

## Výsledky v evropských pohárech
| Soutěže             | Účasti | Zápasy | Výhry | Remízy | Prohry | Vstřelené góly | Obdržené góly |
| ------------------- | ------ | ------ | ----- | ------ | ------ | -------------- | ------------- |
| Pohár vítězů pohárů | 2      | 4      | 2     | 0      | 2      | 7              | 10            |
| Evropská liga UEFA  | 1      | 4      | 2     | 0      | 2      | 4              | 5             |

| Sezona  | Soutěž              | Kolo    | Soupeř               | Doma | Venku | Celkem     | Postup  |
| ------- | ------------------- | ------- | -------------------- | ---- | ----- | ---------- | ------- |
| 1985/86 | Pohár vítězů pohárů | 1. kolo | Dynamo Dresden       | 3:2  | 1:2   | 4:4 (v.g.) | vyřazen |
| 1996/97 | Pohár vítězů pohárů | 1. kolo | Brann Bergen         | 3:2  | 0:4   | 3:6        | vyřazen |
| 2010/11 | Evropská liga UEFA  | 2. kolo | TPS                  | 0:1  | 2:1   | 2:2 (v.g.) | postup  |
| 2010/11 | Evropská liga UEFA  | 3. kolo | Anorthosis Famagusta | 1:0  | 1:3   | 2:3        | vyřazen |

## Čeští hráči v klubu
- Roman Vonášek[11]